# Kees Olthuis

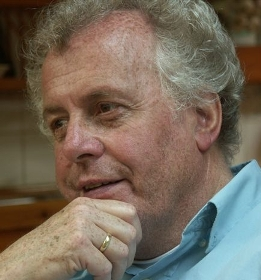
Kees Olthuis, vor 2010

Kees Olthuis (* 28. November 1940 in Amsterdam; † 16. Oktober 2019) war ein niederländischer Fagottist, Pianist und Komponist.

## Leben
Er studierte Fagott und Klavier am Sweelinck Konservatorium in Amsterdam. Über zwanzig Jahre war er Mitglied des Nederlands Blazers Ensemble (dt. Niederländisches Blasorchester). Bis 2005 spielte er als Fagottist beim Concertgebouw-Orchester und arbeitete als Dozent am Konservatorium in Amsterdam.
Zu seinem Schaffen zählen Opern, Kammermusik und Musik für das Theater.

## Auszeichnungen
In einem Wettbewerb des Nederlands Blazers Ensemble gewann er 1972 den zweiten Preis.

## Werke
- De Gans (dt. Die Gans) (1982), Kammeroper, Libretto: Jean Paul Franssens, UA 1983 an der Vlaamse Opera in Antwerpen
- Theseusfantasie (1984), Sinfonische Dichtung, mehrfach durch Bernard Haitink inszeniert
- Jour de fête (1987), Auftragsarbeit zum 40. Geburtstag von Radio Niederlande International
- Het hemelse fagotje (dt. Das himmlische Fagott) in Zusammenarbeit mit Annie M. G. Schmidt
- Het ei (dt. Das Ei), Sinfonische Dichtung, UA 1992, Haags Blazers Ensemble
- De naam van de maan (dt. Der Name des Mondes), Jugendoper, Libretto: Annie M. G. Schmidt und Flip van Duyn, UA 1992 am Amsterdamer Musiktheater
- Europera, Sinfonische Dichtung, Libretto: Flip van Duyn, UA 1993 in der Peterskirche in Leiden
- François Guyon, Oper, Libretto: Ruud van Megen, UA 15. April 1996, im Theater de Veste, anlässlich der 750-Jahr-Feier der Stadt Delft
- Serenade zu Ehren des Niederländischen Jugendstreichorchesters unter Leitung von Roland Kieft (Dirigent)
- Willem Russell Strijkkwartet, das Manuskript wurde 1993 beim Auktionshaus Christie’s versteigert zugunsten des Nationaal Muziekinstrumenten Fonds (dt. Nationaler Musikinstrumentenfonds der Niederlande)
- Capriccio für Fagott und Streichquintett (2000), komponiert für die Freunde des Concertgebouw-Orchester
- Drei Werke (Prozession für die Blasmusik, eine Maskerade und eine Figuration für Orchester) als Auftragsarbeit des Orkest van het Oosten (dt. Orchester des Ostens) für das Festival im Jahr 2000
- Jizô, Werk für Orchester
- Voyage à l'horizon.....Seul....., Klaviertrio